# Pleasant Plains (Arkansas)
Pleasant Plains é uma cidade  localizada no estado americano de Arkansas, no Condado de Independence.

## Demografia
Segundo o censo americano de 2000, a sua população era de 267 habitantes.
Em 2006, foi estimada uma população de 273, um aumento de 6 (2.2%).

## Geografia
De acordo com o United States Census Bureau, a localidade tem uma área de 2,2 km², sem área coberta por água. Pleasant Plains localiza-se a aproximadamente 184 m acima do nível do mar.

## Localidades na vizinhança
O diagrama seguinte representa as localidades num raio de 24 km ao redor de Pleasant Plains.